# Cantó de Legé
El cantó de Legé (bretó Kanton Levieg) és una divisió administrativa francesa situat al departament de Loira Atlàntic a la regió de Loira Atlàntic, però que històricament ha format part de Bretanya.

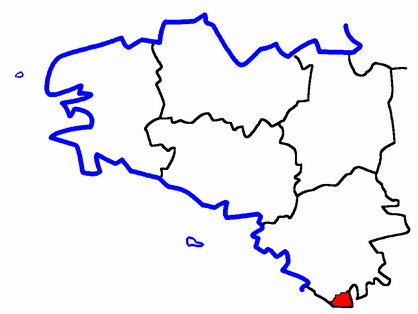
Situació del cantó

## Composició
El cantó aplega 3 comunes:
| Nom francès       | Nom bretó   | Població | km²    | Codi Postal | Codi INSEE |
| Corcoué-sur-Logne | Kerc'haoueg | 1.990    | 50,39  | 44650       | 44156      |
| Legé              | Levieg      | 3.586    | 63,32  | 44650       | 44081      |
| Touvois           | Tolvez      | 1.301    | 39,21  | 44650       | 44206      |
| Cantó             | Levieg      | 6.877    | 152,92 | -           | 4415       |

## Història
| Data d'elecció                           | Identitat   | Partit | Qualitat |
| ---------------------------------------- | ----------- | ------ | -------- |
| 1994-                                    | Claude Naud |        |          |
| les dades anteriors no són pas conegudes |             |        |          |
|                                          |             |        |          |